# Gesundheits-, Sozial- und Integrationsdirektion des Kantons Bern
Die Gesundheits-, Sozial- und Integrationsdirektion des Kantons Bern, kurz GSI (französisch Direction de la santé, des affaires sociales et de l’intégration du canton de Berne, DSSI), ist eine der sieben Direktionen (vergleichbar mit den Landesministerien in den deutschen Bundesländern) der Zentralverwaltung des schweizerischen Kantons Bern. Ihr steht seit 1. Juli 2016 Regierungsrat Pierre Alain Schnegg (SVP) als Gesundheits- und Fürsorgedirektor (bis 31. Dezember 2019) bzw. als Gesundheits-, Sozial- und Integrationsdirektor (seit 1. Januar 2020) vor. Bis zum 31. Dezember 2019 hiess die Direktion Gesundheits- und Fürsorgedirektion des Kantons Bern (GEF).

## Aufgaben
Im Bereich der Gesundheit bzw. Gesundheitspolitik stellt die Gesundheits-, Sozial- und Integrationsdirektion die Gesundheitsversorgung in allen Regionen des Kantons sicher. Darin eingeschlossen sind Gesundheitsförderung und Prävention, Spitalversorgungsplanung, Bekämpfung von übertragbaren Krankheiten und Hilfe bei Suchtproblemen, Aufsicht über die Institutionen im Gesundheitsbereich und über die Gesundheitsberufe sowie Betäubungsmittelkontrolle.
In den Bereichen Soziales und Integration kümmert sich die Direktion um Sozial-, Opfer- und Suchthilfe, Behindertenpolitik, Familienpolitik, Arbeitsintegration sowie das Asyl- und Flüchtlingswesen.

## Struktur
Die Gesundheits-, Sozial- und Integrationsdirektion gliedert sich in die folgenden Organisationseinheiten:
- Generalsekretariat der Gesundheits-, Sozial- und Integrationsdirektion (GS GSI)
- Amt für Integration und Soziales (AIS)
- Gesundheitsamt (GA)

Das Kantonale Laboratorium (KL) wechselte per 1. Januar 2020 in die Wirtschafts-, Energie- und Umweltdirektion.
Der Gesundheits-, Sozial- und Integrationsdirektion ist die Kantonale Ethikkommission für die Forschung (KEK Bern) unterstellt. Die KEK Bern ist einem Amt gleichgestellt und dem Gesundheitsamt administrativ angegliedert.
Im Weiteren sind der Gesundheits-, Sozial- und Integrationsdirektion folgende, durch besondere Gesetzgebung eingesetzte ständige Kommissionen zugeordnet:
- Kantonale Kommission für den schulärztlichen Dienst
- Kantonale Kommission für Gesundheitsförderungs- und Suchtfragen
- Kommission für Sozial-, Existenzsicherungs- und Familienpolitik
- Gesundheitskommission
- Kantonale Kommission für die Integration der ausländischen Bevölkerung
- Beirat für medizinische Innovationen
- Kommission Psychiatrie

Per Ende Dezember 2023 beschäftigte die Gesundheits-, Sozial- und Integrationsdirektion 267 Mitarbeitende.